# Gronau & Graul
Gronau & Graul war ein deutsches Architektur-Büro mit überwiegendem Wirkungskreis in Alt-Berlin. Die Geschäftspartner Max Gronau und Wilhelm Graul beteiligten sich mit ihren Arbeiten an dem Bauboom der aufstrebenden Stadt Berlin zu Beginn des 20. Jahrhunderts.

## Geschichte
Max Gronau war der Sohn des Fabrikbesitzers Leopold Gronau. Er studierte höchstwahrscheinlich an der Technischen Hochschule Charlottenburg Architektur. Max Gronau erbte das Mehrfamilienhaus in der Alexandrinenstraße 97 und unterhielt im gleichen Haus gegen Ende des 19. Jahrhunderts ein Architekturbüro (Gronau & Co. GmbH). In den Folgejahren tat er sich mit dem Architekten und Maurermeister Willy (= Wilhelm) Graul zusammen, der in Niederschönhausen (Lindenstraße 12) zunächst als Architekt firmiert (1898) und 1900 ein Lichtpaus- und Architektonisches Atelier betrieben hatte. Sie traten fortan als Gronau & Graul bei Ausschreibungen und auf dem Markt auf.
Familie Graul bezog in der Mathieustraße 2 ihre Wohnung.
Im Jahr 1908 befand sich der Wohnsitz des Architekten Wilhelm Graul in der Wilmsstraße 13. Er war verheiratet mit Margarete. 1917, im vorletzten Jahr des Ersten Weltkriegs wurde Wilhelm Graul zum Militärdienst eingezogen und kam dort ums Leben.
Beide waren Mitglied im Bund Deutscher Architekten.
In den Jahren nach dem Zweiten Weltkrieg arbeitete Max Gronau weiter als Architekt aber ohne Kompagnon und unterhielt in der Alexandrinenstraße sein Büro.

## Werke (Auswahl)

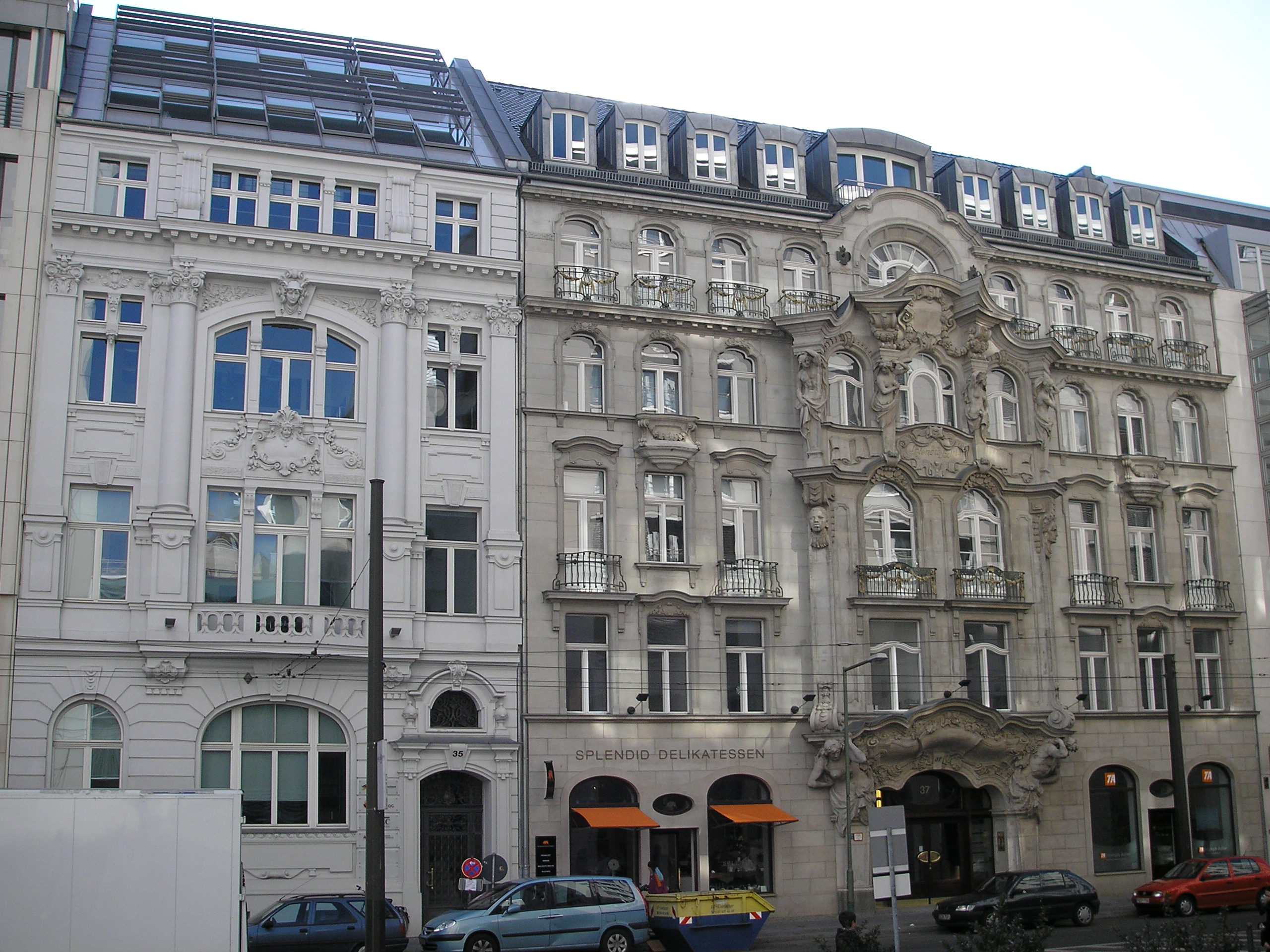
Erhaltenes Gebäude in der Dorotheenstraße mit dem Schriftzug Splendid

- Im Jahr 1904 planten und realisierten Gronau & Graul das Hotel Splendid in der Dorotheenstraße 37, das mittlerweile unter Denkmalschutz steht.[12]
Die Architekten hatten das Hotel im Stil des süddeutschen Barock mit Anklängen an den Jugendstil entworfen. Ein besonders auffälliges Baudetail des vieretagigen Hauses ist der zweiachsige Mittelrisalit mit einem breiten von Atlanten eingefassten Portal und Karyatiden in Höhe der vierten Etage unter dem sehr plastisch gestalteten Giebel.
In dem Haus war zwischen 1925 und 1933 auch die Rote Hilfe Deutschlands ansässig, deren Vorsitz Wilhelm Pieck innehatte. Eine in der DDR-Zeit angebrachte Gedenkplakette erinnerte an diese Tätigkeit. Bis 1990 befand sich in dem Gebäude die Bank für Landwirtschaft und Nahrungsgüterwirtschaft.[13]
- Für die 1890 gegründete Fabrik Brenndicke und Ernst Scharnke in der Oberbaumstraße 10 errichteten Gronau & Graul im Jahr 1909 in der Schlesischen Straße 42 ein Kontorhaus, ebenfalls denkmalgeschützt.[14]
- 1912–1914: Das Gebäude der Preußischen Central-Boden-Credit AG in der Friedrichstraße 154 entstand auch nach Entwürfen von Gronau & Graul.[15]
 Hotel und Bankgebäude waren Bestandteil des Bauensembles zwischen Unter den Linden 1/2, Friedrichstraße und Mittelstraße.

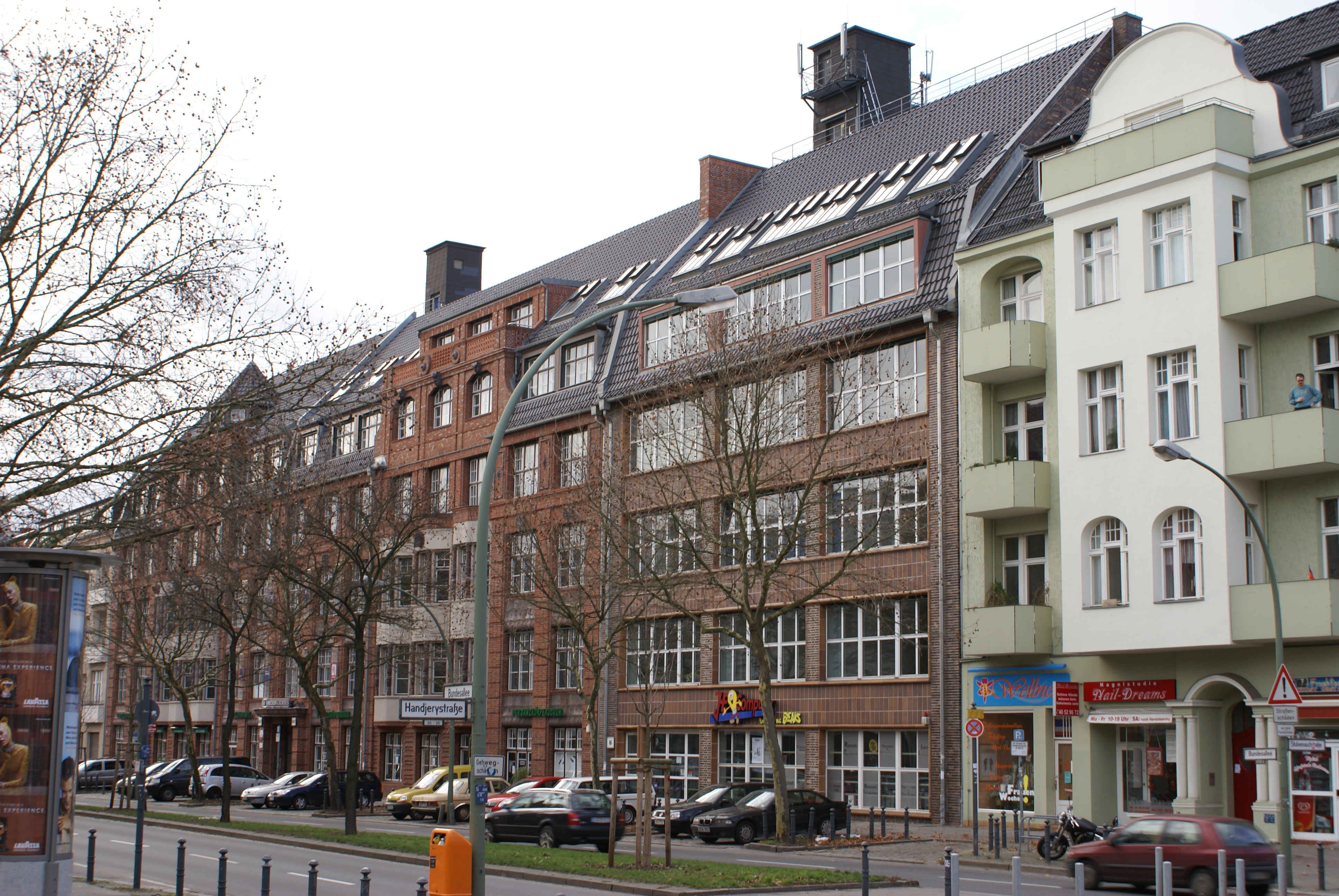
Stammhaus der Askania Werke in der Bundesallee

- Max Gronau (nun ohne seinen Sozius) nahm 1915/1916 den Neubau eines Mittelflügels und eine Aufstockung des Werkstattgebäudes der Werkstätten für Präzisions-Mechanik und Optik Carl Bamberg (Askania Werke) vor.[16]